# Phataria
Genre
Phataria est un genre d'étoiles de mer de la famille des Ophidiasteridae.

## Description et caractéristiques
Ce sont de grandes étoiles régulières à 5 bras très longs et de section arrondie, avec un disque central très réduit. Elles se distinguent au sein de leur famille par trois caractéristiques : 
- les zones papulaires sont réparties en une rangée longitudinale le long du bras, et deux petites rangées peuvent atteindre la moitié ou moins de la rangée principale de part et d'autre de la rangée papuleuse longitudinale principale ;
- il y a trois rangées longitudinales de plaques carinales le long de chaque bras ;
- il n'y a qu'une rangée d'épines ambulacraires qui sont plus larges à la base et effilées[2].

## Liste d'espèces
Selon World Register of Marine Species (3 juillet 2014) :
- Phataria mionactis Ziesenhenne, 1942 -- Galapagos
- Phataria unifascialis (Gray, 1840) -- Pacifique est

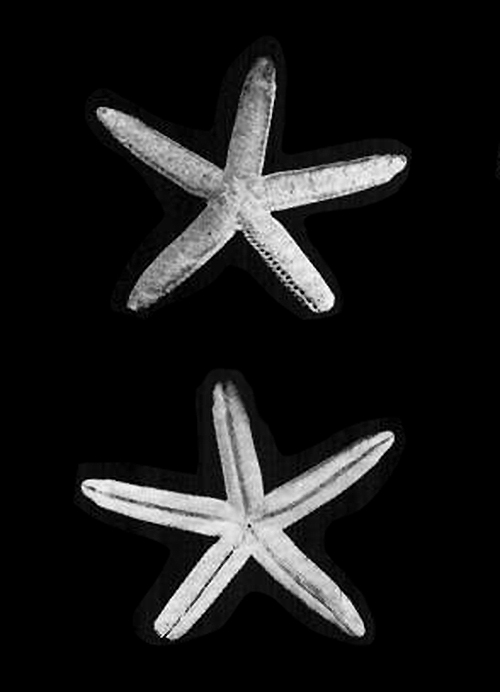
Phataria mionactis
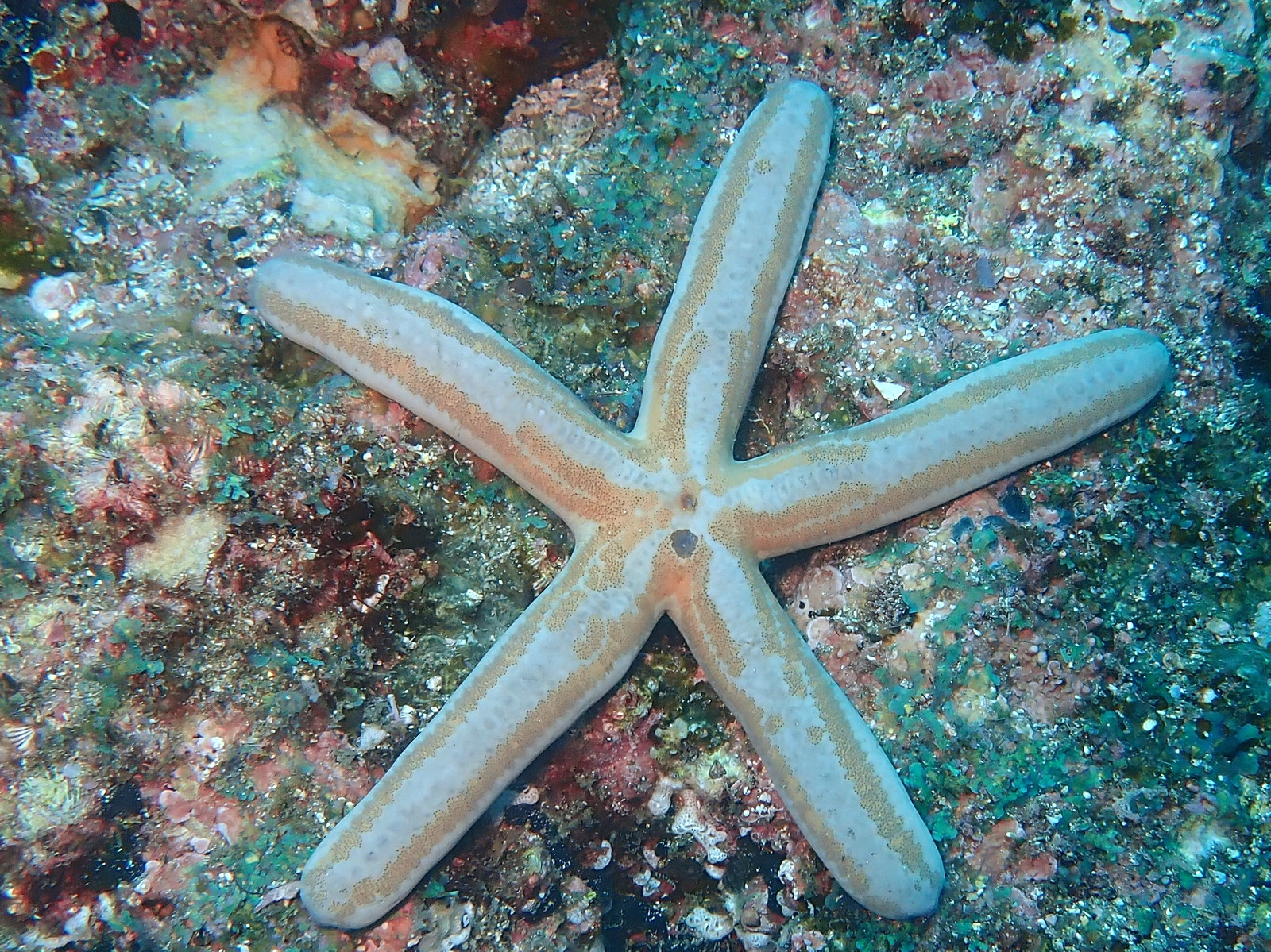
Phataria unifascialis dans le Golfe de Californie.